# 藤崎大輔
藤崎 大輔（ふじさき だいすけ、1981年9月29日 - ）は、千葉県出身の元プロ野球選手（捕手）、野球指導者。

## 来歴・人物
中央学院高等学校では1年上に安原政俊、1年下に押本健彦の両投手がいた。3年では4番を打つと強打が評価され、1999年のドラフト会議で日本ハムファイターズから5位指名を受け入団。
しかし、1軍出場のないまま、2002年に戦力外通告を通知され、現役から引退する。当時の記事には、引退後について『将来的にアマチュアの指導者を目指すため、大学の通信教育を受けたい』と話している。
2014年3月にアマチュア指導者としての資格を回復し、同年4月より明聖高等学校野球部の監督に就任。正規部員はたった2人で、練習もままならない状況のなか、他の部活からレンタルすることで、第96回全国高校野球選手権大会千葉県大会に出場したが、2回戦の千葉県立千葉商業高等学校戦で、18失点を喫し、5回コールド負けを喫した。2022年2月より浜松修学舎高等学校の監督に就任。

## 詳細情報

### 年度別打撃成績
- 一軍公式戦出場なし

### 背番号
- 50 （2000年 - 2002年）